# キッチンが走る!
キッチンが走る!（キッチンがはしる!）は、2010年10月1日から2017年3月27日まで、NHK総合テレビジョンのうち、放送センター直轄の関東・甲信越ブロックと海外向けのNHKワールド・プレミアムに向けて放送されていた、料理とレジャー情報のテレビ番組である。

## 概要
2010年4月30日にNHK番組たまごの一環としてパイロット版を全国放送で行い、その後10月1日から金曜日の地域情報番組枠（20:00 - 20:45）で定時放送されていた。基本的には毎週の放送であるが、特番（「首都圏スペシャル」など）や『特報首都圏』の拡大放送などにより休止となる場合もあった。また甲信越地方と茨城県については、回によって各県向け番組を編成するため、その地区に限り休止となる場合もあった。
コンセプトは「作って・食べて・旅をして」。毎回、レギュラー出演者の杉浦太陽とゲストの料理人が、キッチンワゴンに乗って関東・甲信越各地で地元の住民・生産者と交流しながら、様々なご当地食材を集め、それらを使って料理人の独創的発想による季節のレシピを作り上げるというものである。作った料理は番組終盤のお披露目会にて、食材を分けてもらった住民・生産者に振る舞われる。レシピだけでなく、食材がその土地に根付いた過程や、住民・生産者の食材への思い入れを描いていることも見どころとなっている。
ナレーションは、番組開始時から高橋克実が務める。ただし、2015年7月から同年9月までは八嶋智人がナレーションを務めた。テーマ曲はmoumoonの『One Step』。また、食材を分けてもらうシーンでは井上陽水奥田民生の『ありがとう』が使用されている。
2010年12月29日および12月30日に、『特集 キッチンが走る!』としてこれまでの総集編がNHK総合テレビで全国放送された（12:15 - 13:00、NHKワールド・プレミアムも同時放送）。こちらのナレーションは首藤奈知子が担当した。
2011年も同様に放送されたが、北海道地方では2日間とも北スペシャル『北海道発掘バラエティー ホリホリX』の再放送に差し替えとなった。
2013年度からはNHKワールドTVでも『Go,Kitchen,Go』のタイトルで英語によるテロップとナレーション差し替えで月1回放送される。これに先立ち、2012年度に1度だけパイロット版扱いで当番組が初めて放送された。また、同年度からBSプレミアムで2013年4月3日から2014年3月12日まで『ぐるっと食の旅 キッチンがゆく』が放送されたが、同番組は本番組の兄弟番組であった。
2015年10月8日より、ファミリー劇場にて放送されている。
2016年2月12日の放送をもって、レギュラー放送は終了した。同年3月30日放送のスペシャル以降は不定期番組として継続。不定期番組時代には八嶋智人がナレーションを務めた回や、俳優・タレントなどの芸能人が旅に同行する回もあった。
なお、レギュラー放送の終了と同時に金曜20時台の地域情報番組枠も終了し、2016年4月から水曜22時台で放送されていた『歴史秘話ヒストリア』（NHK大阪放送局制作）が移動している。
2017年3月27日に放送されたスペシャル（19:30 - 20:43）をもって最終回を迎え、約6年にわたる番組の歴史に幕を下ろした。

## 料理人
※放送日は関東ローカル（本放送/金曜日）で放送された日のみを記載。

### 2010年
| 放送日       | 料理人                                                   | 訪れた地域         |
| ------------ | -------------------------------------------------------- | ------------------ |
| 10月1日      | 笠原将弘（日本料理）                                     | 栃木・那須高原     |
| 10月15日     | ベリッシモ・フランチェスコ（イタリア料理研究家）         | 神奈川・鎌倉       |
| 10月29日     | 行正り香（料理研究家）                                   | 山梨・甲州盆地     |
| 11月5日      | 五十嵐美幸（中華料理）                                   | 新潟・村上市       |
| 11月12日     | 上田勝彦（元水産庁職員）                                 | 千葉・九十九里     |
| 11月19日     | 笠原将弘（日本料理）                                     | 長野・戸隠高原     |
| 11月26日     | 辻口博啓（パティシエ）                                   | 茨城・八郷盆地周辺 |
| 12月10日     | 舘野雄二（日本料理）                                     | 群馬・下仁田       |
| 12月17日     | 土井善晴（料理研究家）                                   | 埼玉・川越         |
| 12月24日     | 笠原将弘（日本料理）                                     | 静岡・東伊豆       |
| 12月29〜30日 | ＜特集・キッチンが走る!＞ 笠原将弘・辻口博啓・五十嵐美幸 |                    |

### 2011年
| 放送日   | 料理人                                                                                     | 訪れた地域            |
| -------- | ------------------------------------------------------------------------------------------ | --------------------- |
| 1月14日  | 枝元なほみ（料理研究家）                                                                   | 長野・南信州          |
| 1月21日  | 五十嵐美幸（中華料理）                                                                     | 茨城・太平洋沿岸      |
| 1月28日  | マロン（フードスタイリスト）                                                               | 山梨・富士山麓        |
| 2月4日   | 下村邦和（日本料理）                                                                       | 神奈川・三浦半島      |
| 2月18日  | 落合務（イタリア料理）                                                                     | 千葉・南房総          |
| 2月25日  | 坂井宏行（フランス料理）                                                                   | 東京・武蔵野          |
| 3月4日   | 菰田欣也（中華料理）                                                                       | 群馬・旧六合村        |
| 5月13日  | ＜特集 大震災を乗り越えて〜茨城の生産者たち〜＞ 五十嵐美幸（中華料理）                     | 茨城・太平洋沿岸      |
| 6月3日   | 青山有紀（料理家）                                                                         | 神奈川・小田原        |
| 6月10日  | 山下九（フランス料理）                                                                     | 長野・安曇野          |
| 7月8日   | 吉岡英尋（日本料理）                                                                       | 新潟・佐渡島          |
| 7月15日  | 山下春幸（新和食）                                                                         | 長野/山梨・八ヶ岳高原 |
| 7月22日  | 青山有紀（料理家）                                                                         | 静岡・伊豆市          |
| 8月12日  | ＜夏の北海道スペシャル＞ 笠原将弘（日本料理）・五十嵐美幸（中華料理）                      | 北海道・積丹半島      |
| 9月2日   | 小枝絵麻（アメリカ料理）                                                                   | 群馬・嬬恋            |
| 9月16日  | 神保佳永（イタリア料理）                                                                   | 東京・奥多摩          |
| 10月7日  | 橋本幹造（日本料理）                                                                       | 神奈川・三浦海岸      |
| 10月14日 | 野永喜三夫（日本料理）                                                                     | 茨城・霞ヶ浦          |
| 10月21日 | 辻口博啓（パティシエ）                                                                     | 長野・小布施          |
| 11月4日  | 吉岡英尋（日本料理）                                                                       | 山形・庄内            |
| 11月18日 | 薮崎友宏（中華料理）                                                                       | 栃木・日光            |
| 11月25日 | 長谷川幸太郎（フランス料理）                                                               | 千葉・利根川下流域    |
| 12月9日  | 足立由美子（ベトナム料理）                                                                 | 群馬・秩父            |
| 12月29日 | 「キッチンが走る!」ベストオブ2011（前編）山下九・吉岡英尋・青山有紀・小枝絵麻              |                       |
| 12月30日 | 「キッチンが走る!」ベストオブ2011（後編）野永喜三夫・橋本幹造・辻口博啓・足立由美子        |                       |
| 12月30日 | ＜冬のスペシャル 鹿児島薩摩半島を行く＞ 坂井宏行（フランス料理）・小枝絵麻（アメリカ料理） | 鹿児島・薩摩半島      |

### 2012年
| 放送日   | 料理人                                                                                       | 訪れた地域              |
| -------- | -------------------------------------------------------------------------------------------- | ----------------------- |
| 1月13日  | 濱田美里（料理研究家）                                                                       | 群馬・赤城山麓          |
| 1月20日  | 佐藤雄一（日本料理）                                                                         | 静岡・西伊豆            |
| 2月3日   | 三國清三（フランス料理）                                                                     | 山梨・南アルプス山麓    |
| 2月10日  | 武本賢太郎（日本料理）                                                                       | 長野・諏訪盆地          |
| 2月17日  | 佐志原佑樹（イタリア料理）                                                                   | 神奈川・真鶴            |
| 3月2日   | 菰田欣也（中華料理）                                                                         | 新潟市                  |
| 3月9日   | 工藤敏之（フランス料理）                                                                     | 静岡・御前崎            |
| 3月16日  | 笠原将弘（日本料理）                                                                         | 東京・世田谷            |
| 4月3日   | 青山有紀（料理家）                                                                           | 東京・伊豆大島          |
| 4月20日  | 枡谷周一郎（イタリア料理）                                                                   | 千葉・木更津/袖ヶ浦     |
| 5月11日  | 山下春幸（新和食）                                                                           | 神奈川・丹沢山麓        |
| 5月25日  | 小枝絵麻（アメリカ料理）                                                                     | 栃木・高原山麓          |
| 6月1日   | 下村邦和（日本料理）                                                                         | 神奈川・横浜            |
| 6月15日  | 山本秀正（イタリア料理）                                                                     | 茨城・常陸太田          |
| 6月22日  | 濱田美里（料理研究家）                                                                       | 群馬・上野村            |
| 7月6日   | 高森敏明（スペイン料理）                                                                     | 新潟・上越市            |
| 7月13日  | ＜料理人のひらめきはこう走る!＞ 三國清三（フランス料理）・佐志原佑樹（イタリア料理）         |                         |
| 8月24日  | ＜北海道知床スペシャル＞ 陳建一（中華料理）・三國清三（フランス料理）                        | 北海道・知床            |
| 9月7日   | 舘野雄二（日本料理）                                                                         | 三重・伊勢志摩          |
| 9月14日  | 佐藤真一（イタリア料理）                                                                     | 群馬・みなかみ町/沼田市 |
| 9月21日  | 五十嵐美幸（中華料理）                                                                       | 神奈川・茅ヶ崎          |
| 10月5日  | 水上正太（イタリア料理）                                                                     | 山梨・富士河口湖町      |
| 10月12日 | 清水将（フランス料理）                                                                       | 東京・八王子            |
| 10月19日 | ＜アンコール＞ 山本秀正（イタリア料理）（6/15放送分）                                        | 茨城・常陸太田          |
| 11月2日  | 田村亮介（中華料理）                                                                         | 山梨・丹波山村          |
| 11月9日  | 小河雅司（日本料理）                                                                         | 東京・江戸川/葛飾       |
| 11月16日 | 柿沢安耶（パティシエ）                                                                       | 長野・木曽町            |
| 12月7日  | 音羽和紀（フランス料理）                                                                     | 静岡・三島              |
| 12月14日 | ＜あの素晴らしい出会いをもう1度〜2012年の旅から〜＞ 武本賢太郎・下村邦和・水上正太・田村亮介 |                         |
| 12月21日 | ＜しまなみ海道スペシャル＞ 伊藤勝康（フランス料理）・小宮志穂（中華料理）                    | 広島・尾道/愛媛・今治   |

### 2013年
| 放送日   | 料理人                                                                             | 訪れた地域                   |
| -------- | ---------------------------------------------------------------------------------- | ---------------------------- |
| 1月11日  | ＜アンコール＞ 三國清三（フランス料理）（2012年2月3日放送分）                      | 山梨・南アルプス山麓         |
| 1月18日  | 横江直紀（イタリア料理）                                                           | 茨城・鹿島                   |
| 2月8日   | 比嘉康洋（自然食）                                                                 | 群馬・渋川                   |
| 2月15日  | 吉岡英尋（日本料理）                                                               | 栃木・那珂川町               |
| 3月1日   | 長谷川幸太郎（フランス料理）                                                       | 石川・七尾                   |
| 3月8日   | 山下春幸（新和食）                                                                 | 岩手・陸前高田               |
| 3月15日  | ＜アンコール＞ 小河雅司（日本料理）（2012年11月9日放送分）                         | 東京・江戸川/葛飾            |
| 3月29日  | ＜沖縄スペシャル＞ 笠原将弘（日本料理）・秋元さくら（フランス料理）                | 沖縄県北部                   |
| 4月5日   | 有馬邦明（イタリア料理）                                                           | 千葉・鋸南町/南房総市/館山市 |
| 4月12日  | フィリップ・バットン（フランス料理）                                               | 静岡・南伊豆町               |
| 4月19日  | 五十嵐美幸（中華料理）                                                             | 茨城・筑波山                 |
| 5月10日  | メフメット・ディキメン（トルコ料理）                                               | 新潟・湯沢町/南魚沼市        |
| 5月17日  | 秋山能久（日本料理）                                                               | 横浜・金沢八景               |
| 5月24日  | 眞中秀幸（イタリア料理）                                                           | 岐阜・高山                   |
| 6月7日   | 佐志原佑樹（イタリア料理）                                                         | 長野・佐久                   |
| 6月14日  | ナイル善己（インド料理）                                                           | 埼玉・小川町                 |
| 6月21日  | 宮崎慎太郎（フランス料理）                                                         | 千葉・御宿町/いすみ市        |
| 7月5日   | 下野昌平（フランス料理）                                                           | 静岡・富士宮                 |
| 7月12日  | 山口祐介（中華料理）                                                               | 栃木・宇都宮                 |
| 7月19日  | 山田チカラ（創作料理）                                                             | 長野・松本                   |
| 8月2日   | 吉川倫平（フランス料理）                                                           | 新潟・糸魚川                 |
| 8月9日   | ＜スペシャル 京都の"台所"をゆく＞ 村田吉弘（日本料理）・加賀田京子（フランス料理） | 京都・舞鶴/丹後              |
| 9月6日   | 野崎洋光（日本料理）                                                               | 群馬・北軽井沢               |
| 9月13日  | 猪狩春樹（イタリア料理）                                                           | 山梨・甲府盆地               |
| 9月20日  | ＜アンコール＞ 眞中秀幸（イタリア料理）（2013年5月24日放送分）                     | 岐阜・高山                   |
| 10月4日  | 松田美智子 (料理研究家)                                                            | 新潟・三条                   |
| 10月11日 | 三國清三（フランス料理）                                                           | 長野・中野                   |
| 10月18日 | 秋元さくら（フランス料理）                                                         | 秋田・湯沢                   |
| 11月1日  | 岡元信（日本料理）                                                                 | 静岡・浜松                   |
| 11月15日 | 譚彦彬（中華料理）                                                                 | 千葉・成田市                 |
| 11月22日 | 田代和久（フランス料理）                                                           | 新潟・山古志                 |
| 12月6日  | 笠原将弘（日本料理）                                                               | 岩手・宮古                   |
| 12月13日 | ＜2013感動の一期一会スペシャル＞ 吉岡英尋・山田チカラ・宮崎慎太郎                  |                              |
| 12月20日 | ＜熊本・阿蘇スペシャル＞ 佐藤雄一（日本料理）・中村篤志（バスク料理）              | 熊本・阿蘇                   |

### 2014年
| 放送日   | 料理人                                                              | 訪れた地域            |
| -------- | ------------------------------------------------------------------- | --------------------- |
| 1月10日  | 片岡護（イタリア料理）                                              | 神奈川・箱根町        |
| 1月17日  | ＜アンコール＞ 野崎洋光（日本料理）（2013年9月6日放送分）           | 群馬・北軽井沢        |
| 1月24日  | 村上秀貴（創作料理）                                                | 東京・調布            |
| 3月7日   | ＜アンコール＞ 山下春幸（新和食）（2013年3月8日放送分）             | 岩手・陸前高田        |
| 3月14日  | 杉浦太陽のベストオブベスト                                          |                       |
| 3月21日  | ＜春スペシャル＞今田洋輔（日本料理）・五十嵐美幸（中華料理）        | 鹿児島・奄美大島      |
| 4月11日  | 山下春幸（新和食）                                                  | 静岡・下田            |
| 5月9日   | 神保佳永（イタリア料理）                                            | 静岡市・清水          |
| 5月16日  | 陳建太郎（中華料理）                                                | 長野・信州西山地方    |
| 5月23日  | 大角公彦（日本料理）                                                | 群馬・大泉町/邑楽町   |
| 6月20日  | 鈴木眞雄（無国籍料理）                                              | 新潟・新発田          |
| 6月27日  | 宇田川朋美（日本料理）                                              | 福島・郡山            |
| 7月4日   | 小山裕久（日本料理）                                                | 神奈川・葉山町        |
| 7月11日  | パン・ウェイ （中国薬膳研究家）                                     | 広島・呉市            |
| 8月8日   | ＜夏の高知スペシャル＞ 熊谷喜八（無国籍料理）・ト部吉恵（日本料理） | 高知県                |
| 8月29日  | 山下敦司（フランス料理）                                            | 群馬・片品村/川場村   |
| 9月5日   | 高山いさ己（イタリア料理）                                          | 長野・志賀高原        |
| 9月12日  | 孫成順（中華料理）                                                  | 東京・八丈島          |
| 9月19日  | 木下威征（フランス料理）                                            | 埼玉・江戸川中流域    |
| 10月17日 | マリオ・フリットリ（イタリア料理）                                  | 新潟・長岡市          |
| 10月31日 | 河野透（フランス料理）                                              | 宮城・石巻市          |
| 11月7日  | 中村孝明（日本料理）                                                | 長野・伊那市          |
| 11月14日 | 秋元さくら（フランス料理）                                          | 岩手・平泉町/一ノ関市 |
| 12月12日 | 寺田真二郎（料理研究家）                                            | 栃木・小山市          |
| 12月19日 | ＜冬の長崎スペシャル＞ 笠原将弘（日本料理）・陳建太郎（中華料理）   | 長崎・雲仙            |

### 2015年
| 放送日   | 料理人 | 訪れた地域                                             |
| -------- | --- | ------------------------------------------------------ |
| 1月9日   | 吉野建（フランス料理） | 静岡・熱海市                                           |
| 1月16日  | 田村隆（日本料理） | 千葉・山武市                                           |
| 1月23日  | 菰田欣也（中華料理） | 神奈川・山北町                                         |
| 2月6日   | ＜キッチンが走る!スペシャル＞ 杉浦太陽×秋元さくら「豊かな出会い!伝統の味 ふるさとの香り」                                       |                                                        |
| 2月13日  | 鈴木好次（日本料理） | 滋賀県                                                 |
| 2月20日  | 三國清三（フランス料理） | 新潟・十日町市                                         |
| 3月6日   | 山田チカラ（創作料理） | 静岡・沼津市                                           |
| 3月13日  | ＜キッチンが走る!SP＞ 杉浦太陽×マリオ・フリットリ×パン・ウェイ×大角公彦「異文化の出会いで日本の味再発見!」                      |                                                        |
| 3月27日  | ＜春の出雲スペシャル＞古田等（中国料理）・浜田統之（フランス料理）                                                              | 島根・松江市/出雲市                                    |
| 4月3日   | 竹山正昭（洋食） | 千葉・富津市                                           |
| 4月10日  | 松嶋啓介（フランス料理） | 茨城・水戸市                                           |
| 4月17日  | メフメット・ディキメン（トルコ料理）                                                                                            | 岩手・久慈市                                           |
| 5月15日  | 薄公章（イタリア料理） | 神奈川・横須賀市                                       |
| 6月5日   | 十時亨（フランス料理） | 富山・富山市                                           |
| 6月12日  | 杉浦仁志（新カリフォルニア料理）                                                                                                | 宮崎・宮崎市                                           |
| 6月19日  | 神田川俊郎（新日本料理） | 埼玉・入間市                                           |
| 7月3日   | 菰田欣也（中華料理） | 静岡・焼津市                                           |
| 7月10日  | 日高良実（イタリア料理） | 長野・信濃町                                           |
| 7月17日  | 秋元さくら（フランス料理） | 栃木・栃木市/佐野市/足利市                             |
| 8月21日  | ＜夏のうまい旅祭り 妄想ニホンキッチンが走る!＞ 笠原将弘（日本料理）・クリスチャン・マグリ（イタリア料理）・林幸子（料理研究家） | 神奈川・横浜市（柴漁港）/大山 東京・中央区（築地市場） |
| 8月28日  | 中嶋貞治（日本料理） | 青森・八戸市/五戸町/南部町                             |
| 9月4日   | 大宮勝雄（洋食） | 山梨・北杜市                                           |
| 9月11日  | 堀知佐子（日本料理） | 北海道・函館市                                         |
| 10月2日  | 五十嵐美幸（中華料理） | 和歌山・湯浅町/有田市                                  |
| 10月9日  | 小林直矢（フランス料理） | 新潟・佐渡市                                           |
| 10月16日 | 笹島保弘（イタリア料理） | 福島・会津坂下町/会津若松市                            |
| 11月6日  | 仲田睦（イタリア料理） | 群馬・館林市/板倉町/明和町                             |
| 11月13日 | 荒井隆宏（ペルー料理） | 徳島・三好市（祖谷地区）                               |
| 12月4日  | 小島景（フランス料理） | 東京・大田区                                           |
| 12月26日 | ＜冬スペシャル＞ 木下威征（フランス料理）・秋元さくら（フランス料理）                                                           | 大分・大分市/別府市/由布市                             |

### 2016年
| 放送日              | 料理人 | 訪れた地域                                    |
| ------------------- | --- | --------------------------------------------- |
| 1月8日              | 菰田欣也（中華料理） | 宮城・大崎市（鳴子温泉）                      |
| 1月15日             | 牧野雄太（フランス料理） | 山口・萩市                                    |
| 2月11日             | ＜総集編＞笠原将弘（日本料理）・平野レミ（料理愛好家）「出会いに感動 食材に感謝! キッチンの旅」                                                            |                                               |
| 2月12日             | 宮崎慎太郎（フランス料理） | 長野・小谷村/白馬村/大町市                    |
| 2月24日 - 2月27日   | ＜にっぽん全国食材図鑑＞「エビ」「貝」「にんじん」「いちご」                                                                                               |                                               |
| 3月30日             | ＜春スペシャル＞陳建一（中華料理）・陳建太郎（中華料理）・水野真紀（女優）「早春の函館・渡島半島 山海の恵みを食べ尽くし」                                  | 北海道・渡島半島                              |
| 4月29日             | 五十嵐美幸（中華料理） | 三重・伊勢市/志摩市                           |
| 6月22日 - 7月31日   | ＜にっぽん全国食材図鑑 第2集＞「豆」「豚肉」「いか」「川魚」                                                                                               |                                               |
| 7月18日             | 小枝絵麻（アメリカ料理）・具志堅用高（タレント） | 沖縄・宮城島/八重瀬町/那覇市/久高島           |
| 8月26日             | ＜夏スペシャル＞田村隆（日本料理）・五十嵐美幸（中華料理）・バービー（お笑い芸人）「開拓者の夏物語 北の大地で味めぐり!」                                   | 北海道・美瑛町/富良野市/南富良野町/上富良野町 |
| 9月22日             | 山下春幸（新和食） | 長野・上田市                                  |
| 10月22日 - 11月30日 | ＜にっぽん全国食材図鑑 第3集＞「なす」「とり肉」「いも」「きのこ」                                                                                         |                                               |
| 11月3日             | 村田吉弘（日本料理） | 香川・小豆島                                  |
| 12月25日            | ＜冬スペシャル＞菰田欣也（中国料理）・木下威征（フランス料理）・長野博（20th Century）・ギャル曽根（タレント）「食通たちがいち押し これぞ京都の新春の味!」 | 京都府・京都市/南丹市                         |

### 2017年
| 放送日  | 料理人 | 訪れた地域   |
| ------- | --- | ------------ |
| 3月27日 | ＜最終回スペシャル＞五十嵐美幸（中国料理）・高橋克実（俳優）「6年間の旅のフィナーレ 九州・天草で食材賛歌」 | 熊本・天草市 |

## スタッフ
- ナレーション：高橋克実[注 18]、八嶋智人、首藤奈知子
- ディレクター：岡真夕

## 放送日時
すべて日本標準時（JST）。

### 2010年度
- 本放送：金曜日 20:00 - 20:43（総合テレビ、関東・甲信越地方[注 19]）
- 再放送
  - 土曜日 10:30 - 11:13（総合テレビ、放送翌日）
  - 金曜日 8:15 - 8:58（BS2、全国放送・7日遅れ）
  - BS2での放送はこの年度で終了。なお、2011年3月11日に発生した東北地方太平洋沖地震（東日本大震災）に伴う特別放送体制により、3月18日以降はBS2での放送が行われないまま終了した。

### 2011年度
- 本放送：金曜日 20:00 - 20:43（総合テレビ、関東・甲信越地方[注 20]）
  - 2011年度からは関東地方向けの特別番組『首都圏スペシャル』が開始され、原則として毎月1回は休止となる。
- 再放送：翌週火曜日 15:15 - 16:00（総合テレビ、全国）
  - 東日本大震災による番組編成の変更により、本放送および再放送の時期に関しては2011年5月13日から再開した（震災以降、同時間帯はこれまで『特報首都圏』の拡大版が放送された）。再放送は『ろーかる直送便』の枠内で4日遅れで放送。
  - 2011年8月12日放送分は、「夏の北海道スペシャル」として全国放送を行った（一部地域除く、19:30 - 20:43）。

### 2012年度
- 本放送：金曜日 20:00 - 20:43（総合テレビ、関東・甲信越地方）、日曜日 10:00 - 10:43（BSプレミアム、2012年10月 - ）
- 再放送：土曜日 10:05 - 10:48（総合テレビ、関東・甲信越地方）
- 再放送：翌週火曜日 15:15 - 15:58（総合テレビ、全国）
  - 火曜日の放送は、東海・北陸地方で『のんびりゆったり 路線バスの旅』が集中的に放送される場合にはこの番組が放送されない（名古屋放送局が制作する『ティーンズプロジェクト フレ☆フレ』の地域向け放送による差し替え、2012年10月以降は通常放送が実施されている）。なお、その他の地域でも不定期で地域番組差し替えに伴う定時番組の代替放送や独自の地域番組差し替えなどで放送されない場合がある。
  - 2012年8月6日から17日までは2週にわたり、BSプレミアムで12時台に2011年度に放送された回の集中放送も行われた。BSでの放送はBS2の放送が打ち切りとなった2011年3月以来約1年5か月ぶりとなる。BSプレミアムでの放送は2012年10月から実施している。
  - 2012年8月24日放送分は「海と大地の幸!北海道・夏スペシャル」として全国放送を行った（19:30 - 20:43[注 21]）。
  - 2013年3月29日放送分は、「沖縄スペシャル 春の美ら海 食の楽園!」として全国放送を行った（19:30 - 20:43[注 22]）。

### 2013年度
- 本放送：金曜日 20:00 - 20:43（総合テレビ、関東・甲信越地方）
- 再放送：土曜日 10:05 - 10:48（総合テレビ、関東・甲信越地方）
- 再放送：翌週火曜日 15:15 - 15:58（総合テレビ、全国）
  - 2013年8月9日放送分は、夏スペシャル「京都の“台所”をゆく〜舞鶴・丹後〜」として放送時間を拡大し、全国放送を行った（19:30 - 20:43）。
  - 2013年10月18日放送分は、東北地方においても放送された。
  - 2013年12月19日放送分は、冬スペシャル「熊本・阿蘇〜火の国の恵みで和洋の逸品を!〜」として放送時間を拡大し、全国放送を行った（19:30 - 20:43[注 23]）。
  - 2014年3月21日放送分は、春スペシャル「黒潮と太陽の恵み スローフードの島を探索!〜鹿児島・奄美大島〜」として放送時間を拡大し、全国放送を行った（19:30 - 20:43[注 24]）。

### 2014年度
- 本放送：金曜日 20:00 - 20:43（総合テレビ、関東・甲信越地方）
- 再放送：土曜日 10:05 - 10:48（総合テレビ、関東・甲信越地方）
- 再放送：翌週火曜日 15:15 - 15:58（総合テレビ、全国）
  - 2014年8月8日放送分は、夏スペシャル「黒夏 土佐っ子自慢の味が輝く! 〜高知県〜」として放送時間を拡大し、全国放送を行った（19:30 - 20:43[注 25]）。
  - 2014年12月19日放送分は、冬スペシャル「長崎・雲仙冬の旅 エキゾチックグルメで心暖か!」として放送時間を拡大し、全国放送を行った（一部地域除く、19:30 - 20:43）。
  - 2015年3月27日放送分は、春スペシャル「出雲の国 豊じょうな大地と海は古の恵み」として全国放送を行った（19:30 - 20:43[注 26]）。

### 2015年度
- 本放送：金曜日 20:00 - 20:43（総合テレビ、関東・甲信越地方）
- 再放送：土曜日 10:05 - 10:48（総合テレビ、関東・甲信越地方）
- 再放送：翌週火曜日 15:15 - 15:58（総合テレビ、全国）
  - 2015年12月26日放送分は、冬スペシャル「豊の国のグルメと湯煙の旅〜大分市・別府市・由布市〜」として全国放送を行った（19:30 - 20:43）。
  - 2016年3月30日放送分は、春スペシャル「早春の函館・渡島半島 山海の恵みを食べ尽くし」として全国放送を行った（19:30 - 20:43）。

コラボレーション
- 2015年8月21日に、当時の同枠で放送されていた『妄想ニホン料理』（こちらは基本的に全国放送）、および当時は月曜22:55-23:20に放送されていた『サラメシ』とコラボレーションした特別番組として、『夏のうまい旅祭り 妄想ニホンキッチンが走る!』と題して19:35-20:48に放送された。なお、当初は19:30-20:43の放送予定だったが、臨時ニュースが入った影響で『NHKニュース7』の時間延長があり、5分遅れの放送開始となった。
- 『キッチンが走る!』形式の料理と『妄想ニホン料理』形式の料理の2ラウンドで、両番組が腕を競い合った。1勝1引分けで『キッチンが走る!』の勝利となったが、特に賞品などはなかった。
- 本番組からは、杉浦と笠原将弘が出演し、神奈川県で仕入れたアナゴや野菜を使った料理を披露した。『妄想ニホン料理』からは、前半はイタリア料理のクリスチャン・マグリ、後半は料理研究家の林幸子が出演した。
- 進行役としてビビる大木、『妄想ニホン料理』からムロツヨシ、清水ミチコ、濱田マリ（ナレーション）、『サラメシ』から中井貴一（ナレーション）、審査員として服部幸應、平野レミ、中尾彬、VTRゲストで栗原類が出演した。

ミニ番組
- 2016年2月24日から2月27日まで、15分のミニ番組『にっぽん全国食材図鑑』が放送された。過去の放送から食材をひとつ紹介し、笠原将弘がその食材を使って、家庭でも作れる創作料理のレシピを紹介する。ナレーションは松村正代。
  - にっぽん全国食材図鑑「エビ」：2016年2月24日 3:55 - 4:10
  - にっぽん全国食材図鑑「貝」：2016年2月25日 3:55 - 4:10
  - にっぽん全国食材図鑑「にんじん」：2016年2月26日 3:55 - 4:10
  - にっぽん全国食材図鑑「いちご」：2016年2月27日 3:53 - 4:08

### 2016年度
- 本放送、再放送とも、不定期放送となり、放送時間も各回で変動する。
  - 2016年8月26日放送分は、夏スペシャル「開拓者の夏物語 北の大地で味めぐり!北海道 富良野・美瑛」として全国放送を行った（19:30 - 20:43）。
  - 2016年12月25日放送分は、冬スペシャル「食通たちがいち押し　これぞ京都の新春の味!〜京都市・南丹市」として全国放送を行った（19:30 - 20:43）。
  - 2017年3月27日放送分は、最終回スペシャル「6年間の旅のフィナーレ 九州・天草で食材賛歌」として全国放送を行った（一部地域除く、19:30 - 20:43）。

ミニ番組
- 2016年6月22日から7月31日まで、15分のミニ番組『にっぽん全国食材図鑑 第2集』が放送された。今回は、秋元さくらが創作料理のレシピを紹介する。ナレーションは松村正代。
  - にっぽん全国食材図鑑 第2集「豆」：2016年6月22日 16:05 - 16:20
  - にっぽん全国食材図鑑 第2集「豚肉」：2016年7月2日 16:05 - 16:20
  - にっぽん全国食材図鑑 第2集「いか」：2016年7月6日 13:35 - 13:50
  - にっぽん全国食材図鑑 第2集「川魚」：2016年7月31日 6:15 - 6:30
- 2016年10月22日から11月30日まで、15分のミニ番組『にっぽん全国食材図鑑 第3集』が放送された。今回は、パン・ウェイが創作料理のレシピを紹介する。ナレーションは柘植恵水。
  - にっぽん全国食材図鑑 第3集「なす」：2016年10月22日 16:00 - 16:15
  - にっぽん全国食材図鑑 第3集「とり肉」：2016年10月30日 5:40 - 5:45
  - にっぽん全国食材図鑑 第3集「いも」：2016年11月3日 13:05 - 13:20
  - にっぽん全国食材図鑑 第3集「きのこ」：2016年11月30日 16:05 - 16:20

### パイロット版
- 総合テレビ：2010年4月30日 20:00 - 20:45（全国放送、東北地方・鹿児島県は別番組）
  - 再放送：2010年5月3日 13:05 - 13:50（全国放送、北海道・和歌山県・福岡県は別番組）

## 甲信越・茨城県の差し替え番組
※この地域においては以下の番組が放送される日は放送休止となるが、再放送（2010年度はBSでの再放送<土曜日午前の再放送に放送があればそれも同じ、2011年度は火曜日の全国放送で視聴することは可能。
- NHK水戸放送局（茨城県）：『金曜茨城スペシャル』（月1回程度）
- NHK新潟放送局（新潟県）：『金よう夜きらっと新潟』（不定期、20時台まで延長になる場合）
- NHK長野放送局（長野県）：『知るしん。 〜信州を知るテレビ〜』（毎月1回あるいは2回）
- NHK甲府放送局（山梨県）：『金曜山梨』（原則として毎月1回）

## 受賞歴
第20回スポニチ文化芸術大賞 優秀賞（2012年9月24日）
キッチンワゴンで見つけた「地域の食材」と「新しい食」に人情を合わせ、食文化に一石を投じている番組に対して。
ギャラクシー賞 月間賞「2013感動の一期一会スペシャル」（2013年12月）
| 「 | 一流気鋭の料理人と地元の食材生産者との出会いの場が見所だ。その場での会話や表情を通じて第一次産業の現在が見えてくるところがミソだろう。野菜や魚や肉を誇らしげに披露する生産者の熱い思いや気概が豊かな気持ちをもたらす。地域の歴史や風土のなかで両者がともに作る「食」をめぐる場の設定には、新しい産業番組への工夫が感じられる。 | 」 |

第22回橋田賞（2014年5月9日）

## 書籍
- キッチンが走る! 一流料理人の簡単!ごちそうレシピ（メディアファクトリー、2011年10月7日発売）
- キッチンが走る! フランス・イタリア料理篇（新日本出版社、2012年11月28日発売）
- キッチンが走る! 和食・チャイニーズ篇（新日本出版社、2012年12月24日発売）